# Burg Taufers

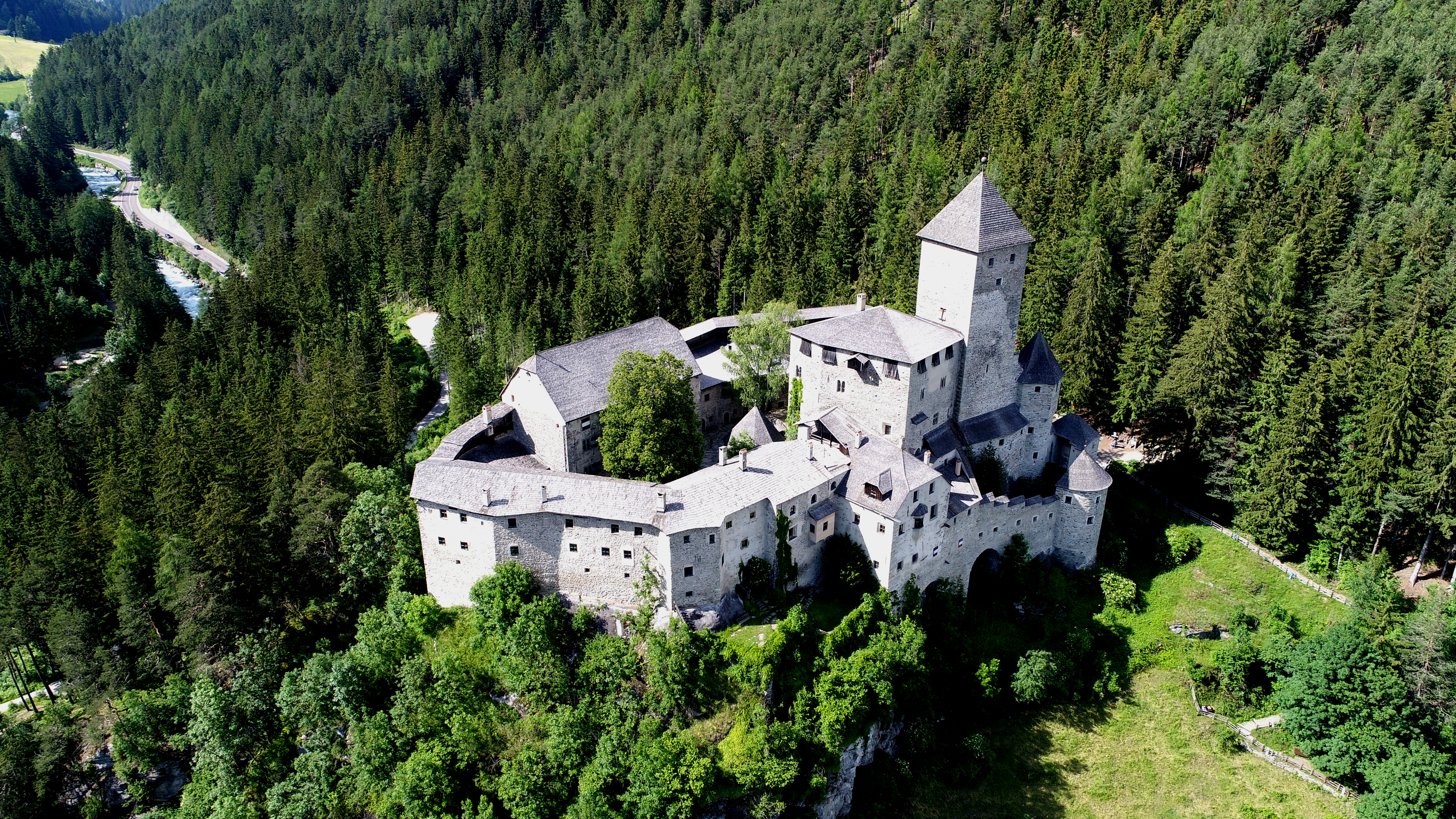
Burg Taufers aus der Vogelperspektive (2018)

Die Burg Taufers ist eine umfangreiche Burganlage in der Gemeinde Sand in Taufers in Südtirol (Italien).

## Lage
Die Burg liegt oberhalb von Sand in Taufers auf rund 957 m s.l.m. auf einer natürlichen Bergnase, die das Tauferer Tal Richtung Süden überblickt und den Eingang zum Ahrntal überwacht. Unterhalb des Burgfelsens (Klapf) überwindet die Ahr die Engstelle, die den Übergang der beiden Täler markiert.

## Geschichte
Es werden bereits kurz nach 1091 die Herrschaft Taufers, 1136 mit Hugo von Taufers („Hugo de Tufers“) erstmals die Edelfreien von Taufers und 1224 die Burg Taufers erwähnt. Die Geschichte der Burg ist von zwei Bauphasen geprägt: der romanischen durch die Herren von Taufers und der gotischen durch die Herren von Fieger sowie die Bischöfe von Brixen (letztere erstanden Burg, Gericht und Amt Taufers 1456 von Herzog Sigmund von Österreich-Tirol). Die ursprüngliche Burg bestand aus Bergfried, einem Wohnturm, dem Palas, einem weiteren Gebäude an der Felskante oberhalb der Ahr und der Umfassungsmauer. Erst im 15. Jahrhundert und bis um 1621 wurden die Gebäude unter den Herzögen von Österreich, den Herren von Fieger und den Freiherren von Wolkenstein-Rodenegg entlang der Umfassungsmauer ausgebaut; es entstanden Amts- und Wohnräume der Richter und Pfleger und eine ausgedehnte Toranlage mit Wehrtürmen und komplizierten Zugbrückenkonstruktionen, die heute allerdings nur noch im Detail zu erkennen sind; die 2012 erneuerte äußere Zugangsbrücke über einen neu ausgehobenen Halsgraben vermittelt ein besseres Verständnis der einstigen Situation. Nach Jahrhunderten des Verfalls (am Mauerwerk des ehemals eingestürzten Bergfrieds noch heute klar erkennbar) kam es im ersten Jahrzehnt des 20. Jahrhunderts unter Ludwig Lobmeyr mit der Aufführung eingestürzter Mauern und Instandsetzung zahlreicher Räume zu wichtigen Rekonstruktionen. Mit der Freilegung von gotischen Fresken und der Anbringung moderner Malereien der Künstlerin Lydia Roppolt (1922–1995) sowie dem Wiederaufbau des Bergfrieds (1969/72) setzte Titularabt Hieronymus Gassner OSB (1901–1976) bedeutende Akzente. Das Südtiroler Burgeninstitut, seit 1977 Eigentümer der Burg Taufers, führte die nötigen Baumaßnahmen im letzten Jahrzehnt des 20. Jahrhunderts mit einer umfangreichen Fassadenkonservierung und Innenrestaurierungen fort. Dies gab der Burg ein geschlossenes Erscheinungsbild zurück.
Die Burg kann im Bereich von Innenhof, Bergfried, Eiskeller, Burggarten etc. ohne Führung und im Bereich der sehenswerten Schauräume nur mit Führung besichtigt werden.

## Anlage

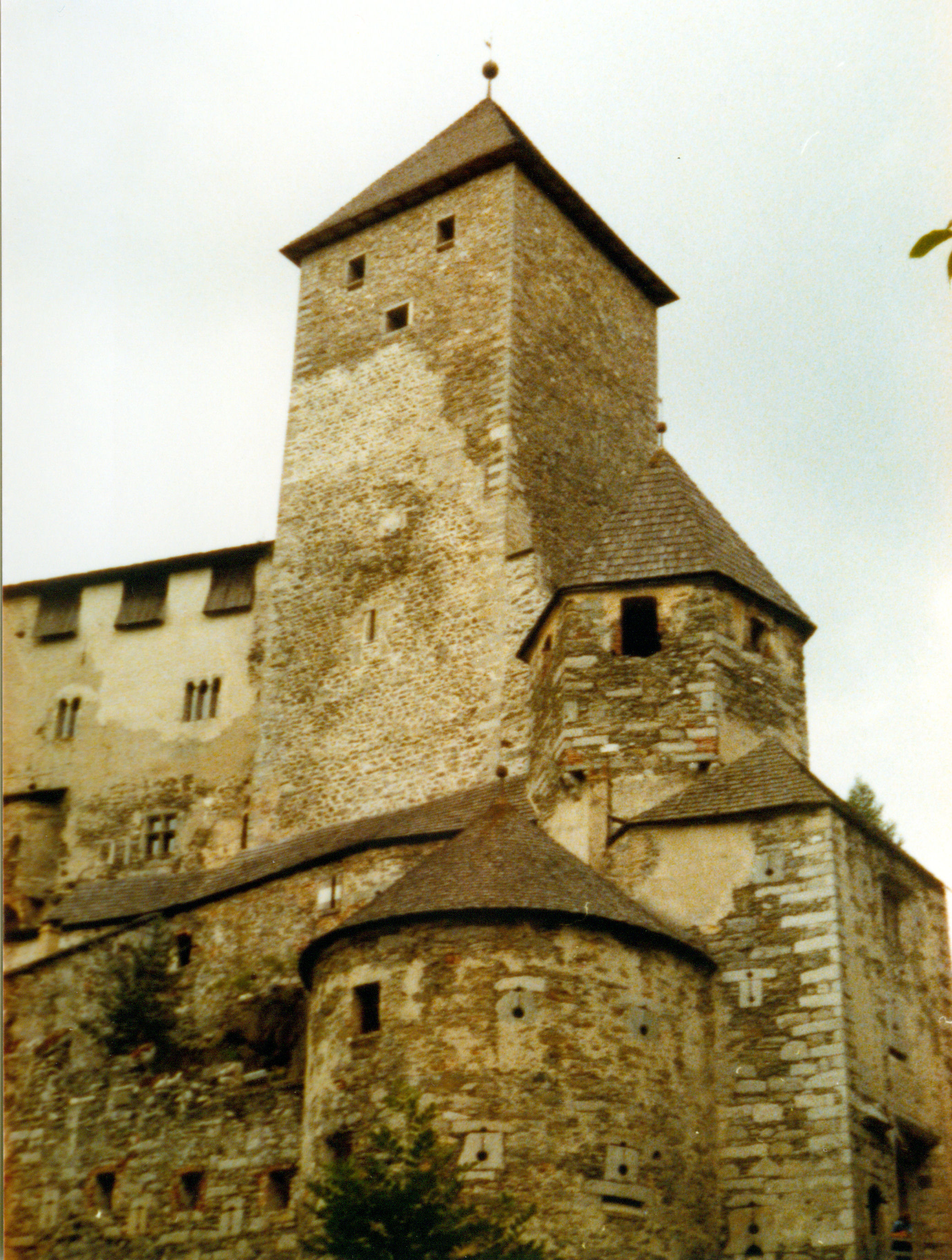
Hauptturm (Juli 1981)

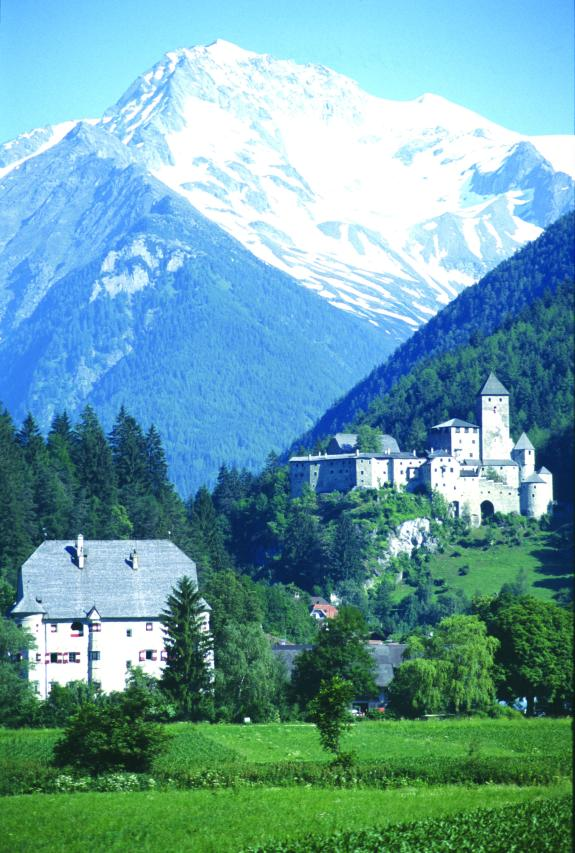
Aus der Ferne gesehen sind die Ausmaße der Burg Taufers gut ersichtlich. Kompakter wirkt der Ansitz Neumelans im Vordergrund.

Der dem Gelände angepasste, ovale Grundriss der Burg wird im Norden (Angriffsseite) von Bergfried und Wohnturm („Breiter Turm“), im Westen vom Palas (späterer Kornkasten, 1992 für Veranstaltungen ausgebaut), im Süden von einem weiteren palastartigen Gebäude und im Osten von Eingang und ehemaligem Pferdestall bestimmt. Im Zentrum der Anlage befanden sich eine Schmiede und im nördlichen Bereich eine Zisterne. Nach dem Ausbau des Eingangsbereiches über die östliche Ostflanke wurden auch die an der Umfassungsmauer anliegenden Gebäude maßgeblich ausgebaut und einer anderen Nutzung unterzogen. Die gut erhaltene Burganlage ist durch Bruchstein (opus spicatum) gekennzeichnet.
Von den 64 Räumen der Burg sind rund zwei Dutzend getäfelt und im Rahmen einer Führung zu besichtigen. Von hervorragendem Wert sind die Fresken aus der Schule Friedrich Pachers in der Burgkapelle, an deren Altar die Nachbildung eines schönen, romanischen Kruzifixes zu sehen ist. Besonders sehenswert sind die Fürstenzimmer, die heimeligen Schlafgemächer mit ihren baldachinartigen Betten, die große Bibliothek mit ihrem Reiter-Kachelofen, die Rüstkammer, der Gerichtssaal, das Verlies und die Folterkammer. Ebenfalls von kulturgeschichtlicher Bedeutung sind die Porträts im sogenannten Krankenzimmer des Rittersaals, die Sprösslinge von Tiroler Adelsfamilien einer von Beatrix von Fieger betriebenen Adelsschule in den Jahren 1558 bis 1567 zeigen.

## Trivia

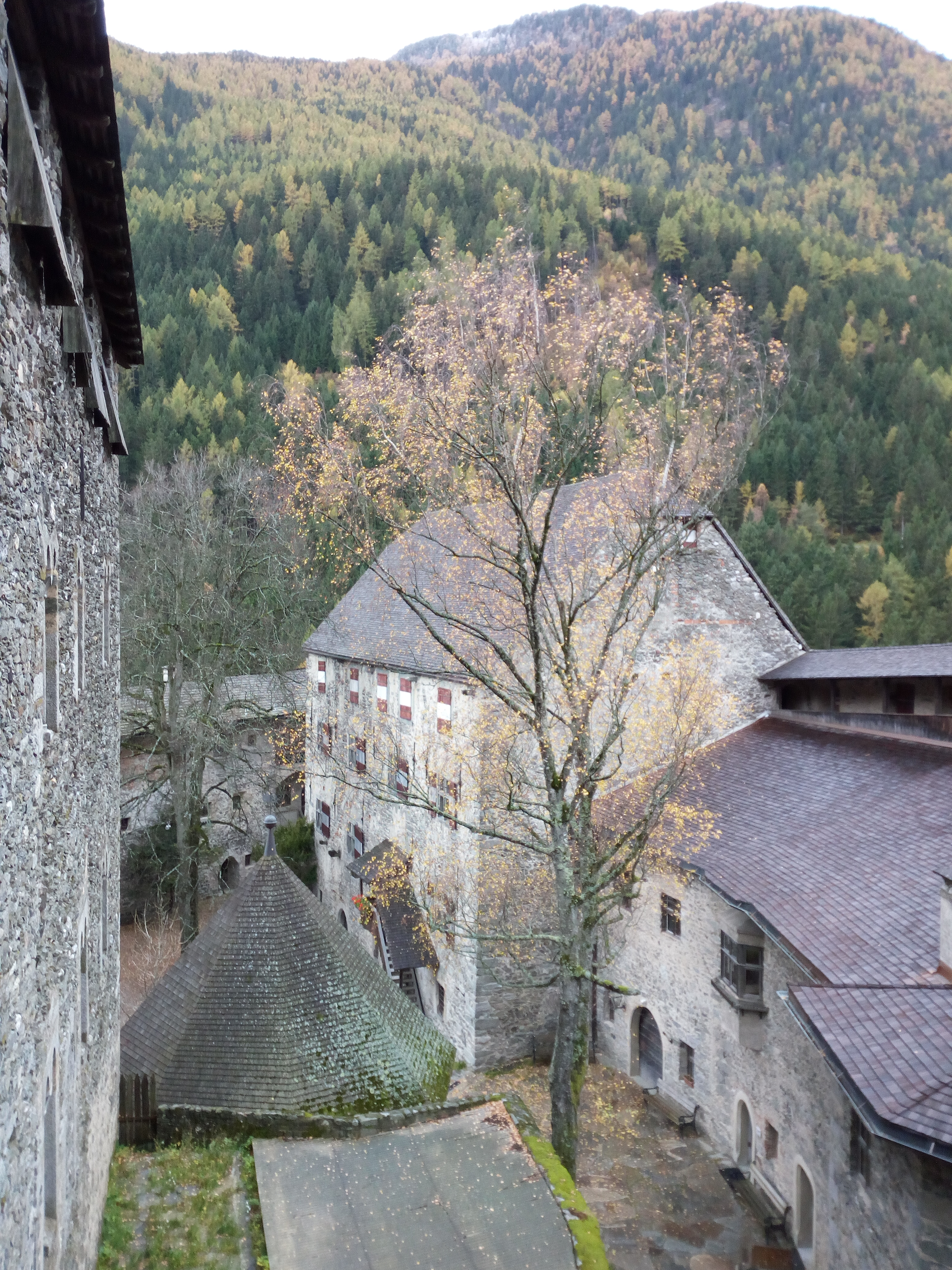
Der Kasten von Schloss Taufers

Auf Taufers wurden Szenen der Filme Die rote Violine, Voll verheiratet, König Laurin sowie Jakob Hutter und die Hutterer – Märtyrer des Glaubens gedreht.
Die Burg diente auch als Vorlage für den Film Tanz der Vampire von Roman Polański. Da wenig Schnee lag, wurde die Anlage im Studio in vielen Details originalgetreu nachgebaut, die Außenszenen hingegen auf der in der Nähe von Bozen gelegenen Seiser Alm gedreht.
Außerdem fanden in den Jahren 2015 und 2017 auf Burg Taufers Dreharbeiten für die Kinderfilme Burg Schreckenstein und Burg Schreckenstein 2 – Küssen (nicht) verboten nach der gleichnamigen Jugendbuchserie von Oliver Hassencamp statt.
Weiterhin fanden Teile der Dreharbeiten beim Bozen-Krimi, Episode „Gegen die Zeit“, auf Burg Taufers statt.